# Verdienter Angehöriger der Grenztruppen der Deutschen Demokratischen Republik
Verdienter Angehöriger der Grenztruppen der Deutschen Demokratischen Republik war eine staatliche Auszeichnung  der Deutschen Demokratischen Republik (DDR), welche in Form eines Ehrentitels mit Urkunde und einer tragbaren Medaille verliehen wurde. 

## Beschreibung
Gestiftet wurde der Titel am 14. November 1975. Seine Verleihung erfolgte an Angehörige der Grenztruppen der DDR, die dem Schutz der Staatsgrenze dienten. Die Anzahl der Höchstverleihungen war pro Jahr auf nur fünf Ehrentitel begrenzt und konnte an ein und dieselbe Person auch nur einmal verliehen werden.

## Medaille zum Ehrentitel

### Aussehen
Die vergoldete Medaille mit einem Durchmesser von 35 mm zeigt auf ihren Avers mittig das große Staatswappen der DDR (Durchmesser 14,5 mm) auf grünen Untergrund. Um das Wappen herum ist die Umschrift: FÜR DEN SCHUTZ DER ARBEITER UND BAUERNMACHT zu lesen. Der anschließende Medaillenrand wird von einem großen goldenen Lorbeerkranz bedeckt, auf dem unten zwei gekreuzte Dolche gelegt sind. Das Revers der Medaille zeigt die fünfzeilige Inschrift: VERDIENTER / ANGEHÖRIGER / DER / GRENZTRUPPEN / DER DDR.

### Trageweise
Getragen wurde die Medaille auf der linken oberen Brustseite an pentagonaler Spange mit silbergrauem bezogenem Ordensband und aufgelegter goldener Lorbeergruppe. In das Band selber sind je zwei senkrechte grüne Streifen eingewebt von denen der äußere 0,5 mm und der innere 2 mm breit ist. Der Abstand vom Saum beträgt bis zum ersten inneren Streifen 3 mm, wobei sich der zweite Streifen anschließend 0,5 mm weiter anschließt. Die Interimsspange ist von gleicher Beschaffenheit und zeigt ebenfalls mittig die golden aufgelegte Lorbeergruppe als Miniatur.